# Alberto Bonucci
Alberto Bonucci (* 19. Mai 1918 in Campobasso; † 5. April 1969 in Rom) war ein italienischer Schauspieler.

## Leben
Bonucci fing nach seinem Abschluss an der Accademia d’Arte Drammatica 1946 als Schauspieler bei der Compagnia De Sica-Besozzi-Gioi an. Nach weiteren Engagements in Mailand und Rom trat er 1950 mit Vittorio Caprioli und Franca Valeri im Cabaret „Rose rouge“ in Paris auf, nachdem die drei Darsteller das „Teatro dei Gobbi“ gegründet hatten. Dort und abwechselnd auch wieder in Italien feierte Bonucci große Erfolge. Dabei erwies er sich als Schauspieler von trockener, bisweilen sogar surreal anmutender Komik. 1958/59 spielte und sang er sogar unter der Regie von Vittorio Gassman im Musical Irma la Douce.
Neben seinen zahlreichen Bühnenengagements wirkte Bonucci auch in vielen Radiohörspielen, Fernsehproduktionen und Kinofilmen mit. Daneben war er ein gefragter Synchronsprecher. Auch hierbei war er meist auf sein Komikerimage festgelegt. Bei L‘amore difficile übernahm Bonucci zudem die Regie einer Episode. Sein Filmdebüt gab er in Luci del varietà von Alberto Lattuada und Federico Fellini, für den er fast zwanzig Jahre später in seiner letzten Produktion, Fellinis Satyricon, erneut vor der Kamera stand. Am 5. April 1969 starb Alberto Bonucci fünfzigjährig in Rom an Krebs.

## Filmografie (Auswahl)
- 1950: Lichter des Varieté (Luci del varietà)
- 1952: Toto a colori
- 1953: Römischer Reigen (Villa Borghese)
- 1953: Karussell in Neapel (Carosello napoletano)
- 1959: Terror in Oklahoma (Il terrore dell'Oklahoma)
- 1960: Der Meistergauner (Il mattatore)
- 1960: …und vor Lust zu sterben (…et mourir de plaisir)
- 1961: Das Jüngste Gericht findet nicht statt (Il giudizio universale)
- 1962: Erotica (L’amore difficile)
- 1963: Die Rivalen der vier Musketiere (I quattro moschettieri)
- 1965: I figli del Leopardo
- 1965: 7 goldene Männer (7 uomini d'oro)
- 1966: Der Dieb der Mona Lisa (Il ladro della Gioconda)
- 1966: Gern hab ich die Frauen gekillt (Spie contro il mondo)
- 1966: Das Superding der 7 goldenen Männer (Il grande colpo dei 7 uomini d'oro)
- 1969: Fellinis Satyricon (Satyricon)